# Hudeakî, raionul Cerkasî, regiunea Cerkasî
Hudeakî (în ucraineană Худяки) este o comună în raionul Cerkasî, regiunea Cerkasî, Ucraina, formată numai din satul de reședință.

## Demografie
Componența lingvistică a comunei Hudeakî
     Ucraineană (97,85%)
     Rusă (1,97%)
     Alte limbi (0,18%)
Conform recensământului din 2001, majoritatea populației comunei Hudeakî era vorbitoare de ucraineană (97,85%), existând în minoritate și vorbitori de rusă (1,97%).